# Paralophaster
Paralophaster is een geslacht van zeesterren uit de familie Solasteridae.

## Soorten
- Paralophaster antarcticus (Koehler, 1912)
- Paralophaster godfroyi (Koehler, 1912)
- Paralophaster hyalinus H.E.S. Clark, 1970
- Paralophaster lorioli (Koehler, 1907)